# Parautolytus fasciatus
Parautolytus fasciatus är en ringmaskart som beskrevs av Ehlers 1900. Parautolytus fasciatus ingår i släktet Parautolytus och familjen Syllidae. Inga underarter finns listade i Catalogue of Life.